# ليونيل ويليامسون
ليونيل ويليامسون (بالإنجليزية: Lionel Williamson)‏ هو لاعب دوري الرغبي أسترالي، ولد في 8 أبريل 1944 في إينيسفيل في أستراليا.